# Banga (marque)
Pour les articles homonymes, voir Banga.
Banga est une boisson française à base d'orange appartenant à Schweppes International Limited, société de droit britannique, Londres.
L'origine du nom de marque Banga est une combinaison de :
- B pour boisson ;
- an pour ananas ;
- ga pour gazéifiée.

Cette boissson a été créée par Pampryl au début des années 1950 mais son succès étant plus que modeste, sa production est rapidement arrêtée. Elle reprend en 1966 mais cette fois sans gazéification, et après une période de tests commerciaux, cette nouvelle boisson est officiellement commercialisée en 1968 par Pampryl,. 
La boissson Banga devient très populaire dans les années 1980, sa mascotte était un petit singe.
L'un des jingles de publicité, « Y'a des fruits, y'a de l'eau », a été composé par Richard Gotainer.
La boisson a été partenaire de diverses émissions telles que En route pour l'aventure (un jeu pour enfants décliné de La Porte magique et diffusé chaque mercredi à 17 h 40 sur La Cinq) ou Les Mondes fantastiques diffusé sur FR3 (puis France 3) de 1992 à 1994.
En 1999, Banga a été racheté par Oasis.